# José Larraín
José Larraín Cuevas (25 de marzo de 1917-29 de enero de 1972) fue un militar y jinete chileno que compitió en la modalidad de doma. Ganó cuatro medallas en los Juegos Panamericanos entre los años 1951 y 1959.

## Palmarés internacional
| Juegos Panamericanos | Juegos Panamericanos      | Juegos Panamericanos | Juegos Panamericanos |
| Año                  | Lugar                     | Medalla              | Categoría            |
| -------------------- | ------------------------- | -------------------- | -------------------- |
| 1951                 | Buenos Aires (Argentina)  | Medalla de oro       | Individual           |
| 1951                 | Buenos Aires (Argentina)  | Medalla de oro       | Por equipos          |
| 1955                 | Ciudad de México (México) | Medalla de bronce    | Individual           |
| 1959                 | Chicago (Estados Unidos)  | Medalla de oro       | Por equipos          |